# Stanisław Szteyn
Stanisław Szteyn (ur. 30 czerwca 1933 w Krakowie) – polski biolog, profesor uczelni olsztyńskich, rektor Wyższej Szkoły Pedagogicznej w Olsztynie.

## Życiorys
W 1961 ukończył studia na Wydziale Biologii i Nauk o Ziemi Uniwersytetu Marii Curie-Skłodowskiej w Lublinie. W latach 1961–1972 był kolejno asystentem i adiunktem w Katedrze Anatomii Zwierząt Wydziału Weterynaryjnego Akademii Rolniczej w Lublinie. Na UMCS obronił w 1965 doktorat nauk przyrodniczych, a w 1972 habilitował się (ze specjalnością anatomia porównawcza). W 1972 przeszedł do pracy w Wyższej Szkole Nauczycielskiej w Olsztynie (od 1974 Wyższa Szkoła Pedagogiczna). Od 1975 należał do PZPR. W 1980 otrzymał tytuł profesora nadzwyczajnego, w 1988 profesora zwyczajnego. Na olsztyńskiej WSP pełnił m.in. funkcję kierownika Zakładu Biologii, dyrektora Instytutu Biologii, kierownika Katedry Anatomii Kręgowców, dziekana Wydziału Matematyczno-Przyrodniczego, prorektora oraz dwukrotnie rektora (1981–1983, 1990–1993). W październiku 1998 przeszedł do pracy na Wydziale Biologii Akademii Rolniczo-Technicznej w Olsztynie (od 1999 Uniwersytet Warmińsko-Mazurski). Po przejściu na emeryturę pozostaje związany z Olsztyńską Szkołą Wyższą im. Józefa Rusieckiego, gdzie wykłada na Wydziale Wychowania Fizycznego.
W pracy naukowej zajmuje się neuroanatomią ssaków. Ogłosił przeszło 100 publikacji naukowych, jest m.in. współautorem podręcznika Anatomia topograficzna zwierząt domowych. Został wyróżniony nagrodami Ministra Szkolnictwa Wyższego, a także odznaczony m.in. Krzyżem Kawalerskim Orderu Odrodzenia Polski, Złotym Krzyżem Zasługi, Medalem Komisji Edukacji Narodowej, tytułem Zasłużonego Nauczyciela PRL. Do 1999 pod jego kierunkiem obroniono trzy rozprawy doktorskie oraz przeszło 80 prac magisterskich. Należy do naukowych towarzystw polskich i zagranicznych, m.in. Polskiego Towarzystwa Anatomicznego (członek władz krajowych).
Jego córką jest Kalina Szteyn.